# 斯梅埃尼鄉
44°59′30″N 26°51′20″E / 44.99167°N 26.85556°E
斯梅埃尼鄉（羅馬尼亞語：Comuna Smeeni, Buzău），是羅馬尼亞的鄉份，位於該國東南部，由布澤烏縣負責管轄，面積105平方公里，海拔高度73米，2007年人口6,893，人口密度每平方公里66人。